# Неркин-Базмаберд
Нерки́н-Базмабе́рд (арм. Ներքին Բազմաբերդ, в переводе — Нижний Базмаберд) — село в Арагацотнской области. Жители села являются беженцами из Западной Армении, оккупированной Турцией. Село расположено в 15 км от Талина и в 44 км от Аштарака рядом с сёлами Неркин-Сасунашен (с запада), Верин-Базмаберд (с севера), Какавадзор (с севера-востока) и Агарак (с востока).

## История
Прежнее название села — Агджа-кала Нижнее. По словам азербайджанского топонимиста Ситары Мирмахмудовой, азербайджанский топоним Агджакала (азерб. Ағҹагала) означает «крепость, построенная из беловатого камня».
Позднее стало называться Неркин Агджакала. 12 ноября 1946 года село Неркин Агджакала Талинского района Армянской ССР было переименовано в Базмаберд Неркин.
10 ноября 2001 года был торжественно открыт водовод питьевой воды.

## Население
По данным «Сборника сведений о Кавказе» за 1880 год в селе Агджа-кала Нижнее Эчмиадзинского уезда по сведениям 1873 года было 59 дворов и проживало 398 азербайджанцев (указаны как «татары»), которые были шиитами.
По данным Кавказского календаря на 1912 год, в селе Агджакала Нижнее Эчмиадзинского уезда проживало 885 человек, в основном азербайджанцев, указанных как «татары».